# William Adornado
William « Bogs » Adornado, né le 26 mai 1951, est un ancien joueur et entraîneur philippin de basket-ball. Il évolue durant sa carrière au poste d'ailier.

## Palmarès
- Champion d'Asie 1973
- MVP de la PBA 1975, 1976, 1981
- 5 fois meilleur marqueur de la PBA